# Crazy (Simple Plan)
Crazy is de vierde en laatste single afkomstig van het album "Still Not Getting Any..." van de Canadese rockband Simple Plan. Het nummer bereikte in Nederland en België de hitlijsten niet, en kwam ook niet in de Billboard Hot 100. In Canada was het echter opnieuw een top-5 hit, het piekte op 4. De videoclip deed het ook goed, hij kwam op de eerste plaats in het programma Total Request Live van MTV.
Het is een van de serieuzere nummers van de band. Het hoofdonderwerp is de hedendaagse maatschappij en haar problemen, en dan met name bij de jongeren.

## Videoclip
De videoclip focust zich op de morele problemen die spelen in de hedendaagse maatschappij. Het bevat een vrouw die plastische chirurgie wil ondergaan, een gothic tienermeisje, een tienermeisje met een geschiedenis van automutilatie, een groep mensen met obesitas, een militair die geschuwd wordt door de samenleving, een drugsverslaafde dakloze, een interraciale date, een kind met kanker en een islamitische moeder met een hidjab. De clip begint in zwart/wit, maar naarmate het nummer vordert loopt hij over naar kleur.

## Tracklist
| Nr. | Titel    | Duur |
| --- | -------- | ---- |
| 1.  | Crazy    | 3:38 |
| 2.  | Addicted | 3:52 |

## Charts
"Crazy" is een van de minder succesvolle singles van Simple Plan. In Canada scoorde hij goed, maar in de VS bereikte hij niet de hitlijsten. Ook overzees werd maar matig gescoord. In Nederland en België bereikte hij de charts niet en in Australië, waar ze het normaal gesproken ook erg goed doen, bereikte het slechts de 32e plek. In Nieuw-Zeeland werd de chart ook niet gehaald.
| Land      | Charts          | Charts       |
|           | Hoogste positie | Aantal weken |
| --------- | --------------- | ------------ |
| Australië | 32              | 13           |
| Canada    | 4               | ?            |
| Frankrijk | 38              | 10           |
| Zweden    | 39              | 3            |